# Khany Hamdaoui
Pour les articles homonymes, voir Hamdaoui.
Khany Hamdaoui, en arabe : خاني حمداوي, née à Tamanrasset le 8 janvier 1975, est une comédienne suisse et présentatrice de télévision à la Radio télévision suisse (RTS).

## Biographie
Khany Hamdaoui, naît dans le sud de l'Algérie, à Tamanrasset en 1975,  d’un père touareg et d’une mère suisse. Elle y réside jusqu'en 1978, date à laquelle elle vient s'installer à Bienne, en Suisse, avec sa famille.
En 1990, elle commence une première formation d'institutrice à l'École normale de Bienne, dont elle obtient un brevet en 1995. Elle entreprend, la même année, une formation en art dramatique au Conservatoire de Lausanne, où elle obtient un diplôme en 1999.
En 2013, elle est nommée directrice du Théâtre Montreux-Riviera par le conseil de fondation. Elle succède à Sylviane Vassy qui quitte ses fonctions au mois de juin 2013. Elle prend ses fonctions au 1er août 2013. Cependant, Khany Hamdaoui n'annonce pas pour autant la fin de sa carrière de comédienne, mais déclare : « Ce sera plutôt une sorte de parenthèse ».

### Comédie
Khany Hamdaoui est comédienne de profession. De 1996 jusqu'à 2012, le théâtre est son activité principale. Elle tourne également dans quelques courts et longs métrages, dont notamment Opération Casablanca de Laurent Nègre en 2008 et Pas de panique de Denis Rabaglia en 2006 pour les longs métrages ou encore Lucette, Le Facteur, Qu'est-ce que t'en sait 2 en 2006 et One magic evening, avec Gustav en 2003 pour les courts métrages. Après la pandémie de  elle joue en 2021 dans Sektor 1, au sein de la troupe zurichoise Karl's Kühne Gassenschau (KKG), puis reprend son rôle dans Silo8, la pièce à succès de la troupe qui a accueilli plus de 500.00 spectateurs.

### Télévision
Parallèlement à sa carrière de comédienne, Khany Hamdaoui travaille aussi à la télévision. De 1999 à 2001, elle présente le téléjournal de la chaîne régionale du Seeland TeleBielingue. Elle fait ensuite diverses apparitions dans des émissions de la Télévision suisse romande, notamment en tant que présentatrice des émissions religieuses Racines et Dieu sait quoi de 2003 à 2004. Depuis 2008, elle anime l'émission pour la jeunesse Pop-Corn sur RTS Deux ainsi que, depuis 2010, le jeu de culture générale Le monde est petit sur RTS Un.

### Autres activités
Khany Hamdaoui, a notamment été voix off à plusieurs occasions. À la radio, de 2001 à 2002, elle anime l'émission 6h00-9h00 sur l'antenne locale LFM. En 2007, elle est chroniqueuse dans l'émission Coyottes girls sur Rouge FM. À la télévision, elle prête sa voix en 2009 et 2010 pour les deux saisons de l'émission Un dîner à la ferme de Béatrice Barton.

## Vie personnelle
En juillet 2011, Khany Hamdaoui réside à Échallens, village dont elle fait la promotion dans l'émission régionale de la RTS, Couleurs locales. Elle est mariée Igor Santucci, secrétaire général du Grand conseil vaudois, avec lequel elle a deux enfants jumeaux.